# Andy García
Andrés Arturo García Menéndez (sinh 12 tháng 4 năm 1956), thường được biết đến với tên Andy García, là một diễn viên Mỹ gốc Cuba. Ông trở nên nổi tiếng trong những năm cuối 1980 và 1990, và đã xuất hiện trong một số phim Hollywood thành công, bao gồm The Godfather: Part III  The Untouchables, and When a Man Loves a Woman. Gần Đây, ông đã đóng vai chính trong Ocean's Eleven và phần tiếp theo của phim là, Ocean's Twelve và Ocean's Thirteen, và The Lost City và Người du hành
García đã được đề cử cho Giải thưởng Oscar cho Nam diễn viên phụ xuất sắc nhất cho vai của mình là Vincent Mancini trong The Godfather Part III.

## Phim đã tham gia

### Điện ảnh
| Năm  | Tên phim        | Vai diễn         | Ghi chú |
| ---- | --------------- | ---------------- | ------- |
| 1990 | Bố già phần III | Vincent Mancini  |         |
| 2016 | Người du hành   | Cơ trưởng Norris |         |

### Truyền hình
| Năm       | Tên phim                               | Vai diễn                  | Ghi chú    |
| --------- | -------------------------------------- | ------------------------- | ---------- |
| 2018-2019 | Bộ ba trời giáng: Câu chuyện ở Arcadia | Vua Fialkov Ventus-Tarron | Lồng tiếng |